# Seriola
Cet article concerne le genre des sérioles. Pour l'espèce méditerranéenne, voir Sériole couronnée.
Genre
Les Sérioles ou Seriola forment un genre de poissons de la famille des Carangidae.

## Taxinomie
Le genre Seriola est nommé par Georges Cuvier en 1817. Il explique en 1833 dans son Histoire naturelle des poissons qu'il a utilisé le nom vernaculaire de ce poisson utilisé dans la région de Nice pour créer le nom scientifique de ce nouveau genre. 

## Liste des espèces
Selon FishBase (10 mars 2017) :
- Seriola carpenteri Mather, 1971 — Sériole guinéenne
- Seriola dumerili (Risso, 1810) — Sériole, Sériole couronnée
- Seriola fasciata (Bloch, 1793)
- Seriola hippos Günther, 1876 — Sériole australienne
- Seriola lalandi Valenciennes, 1833
- Seriola peruana Steindachner, 1881
- Seriola quinqueradiata Temminck & Schlegel, 1845
- Seriola rivoliana Valenciennes, 1833 — Sériole limon
- Seriola zonata (Mitchill, 1815) — Sériole à ceintures

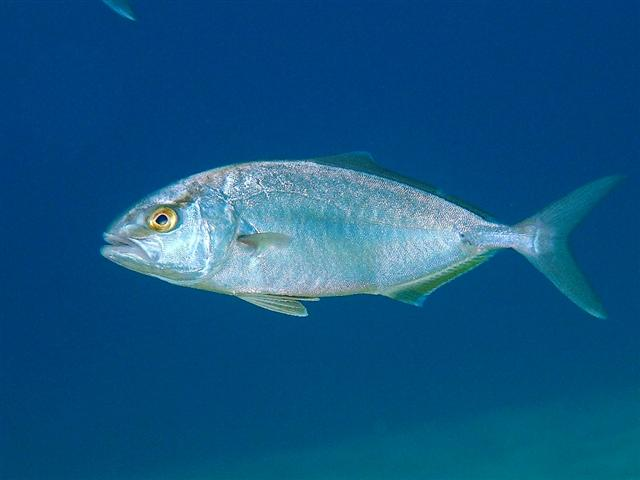
Seriola dumerili
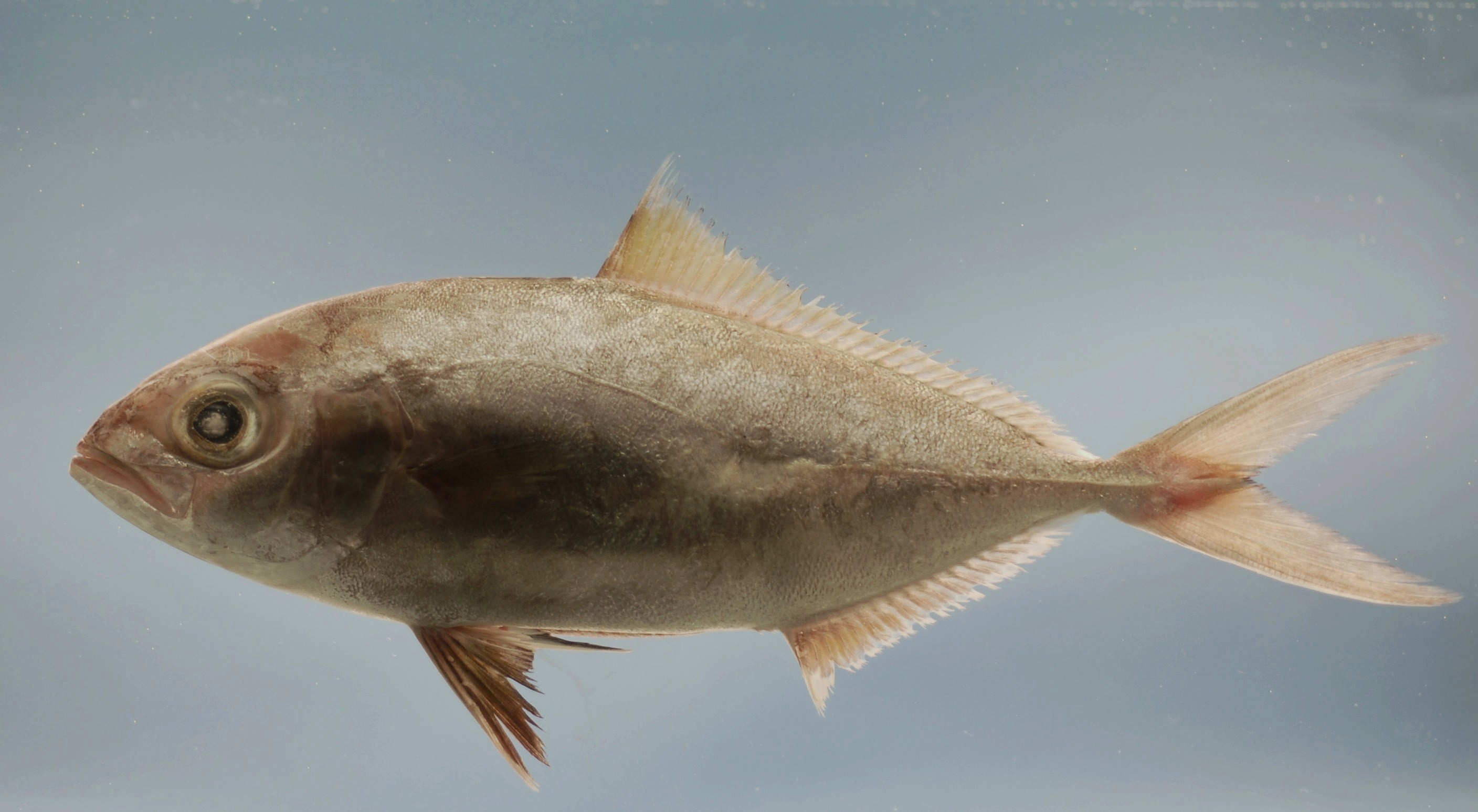
Seriola fasciata
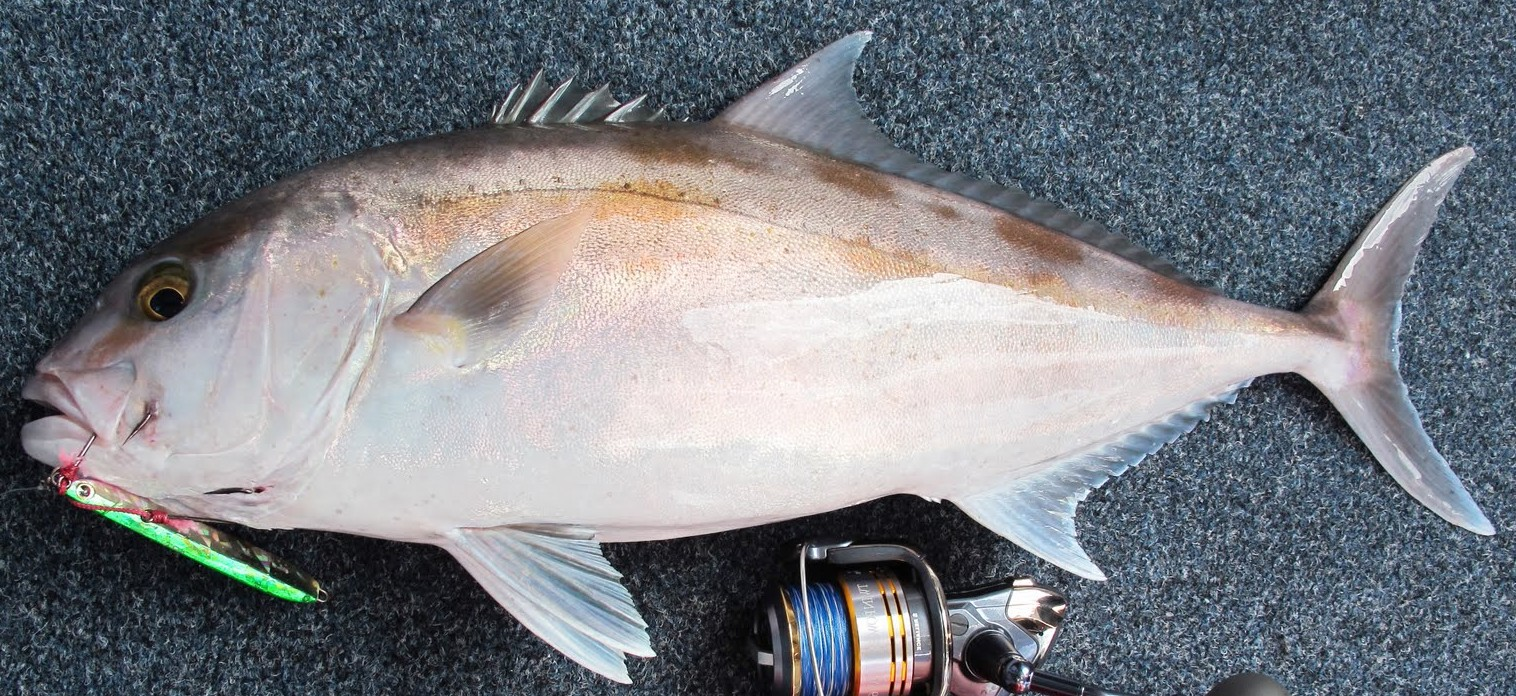
Seriola hippos
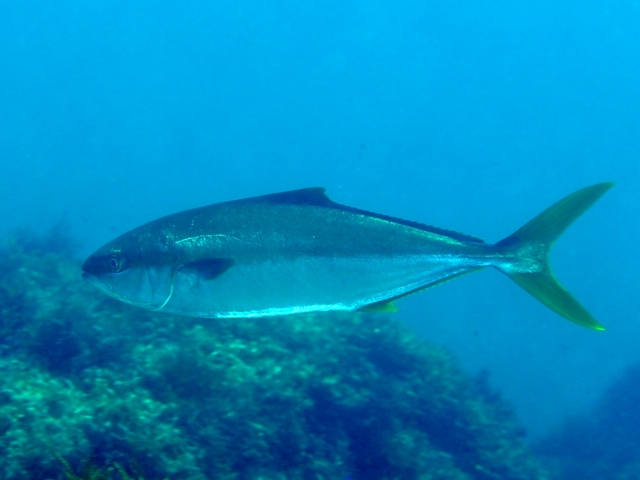
Seriola lalandi
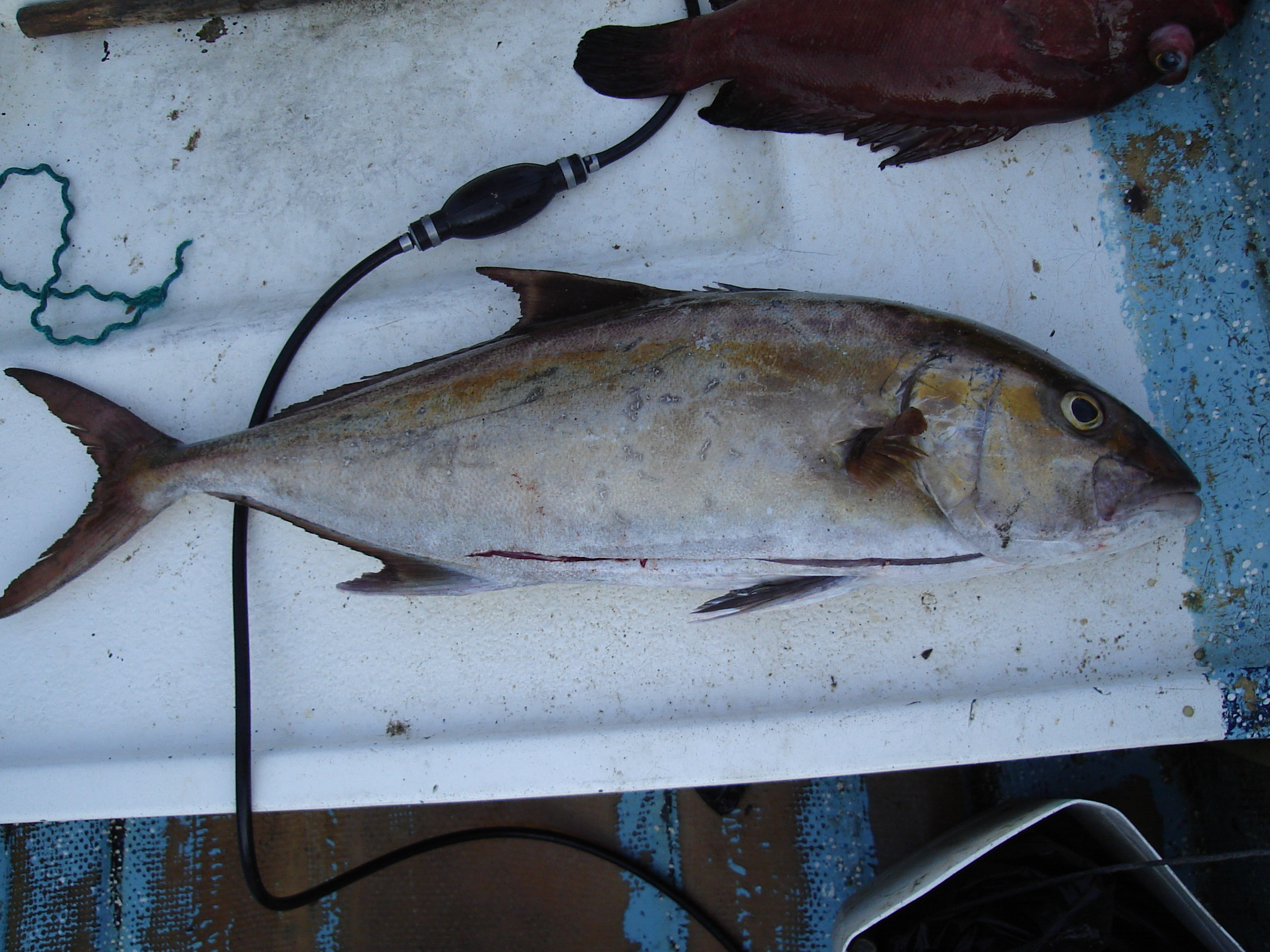
Seriola peruana
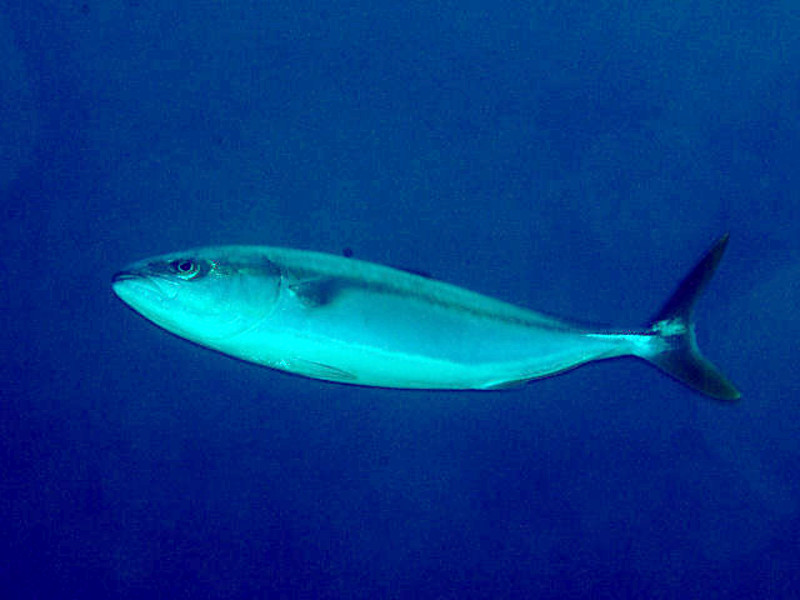
Seriola quinqueradiata
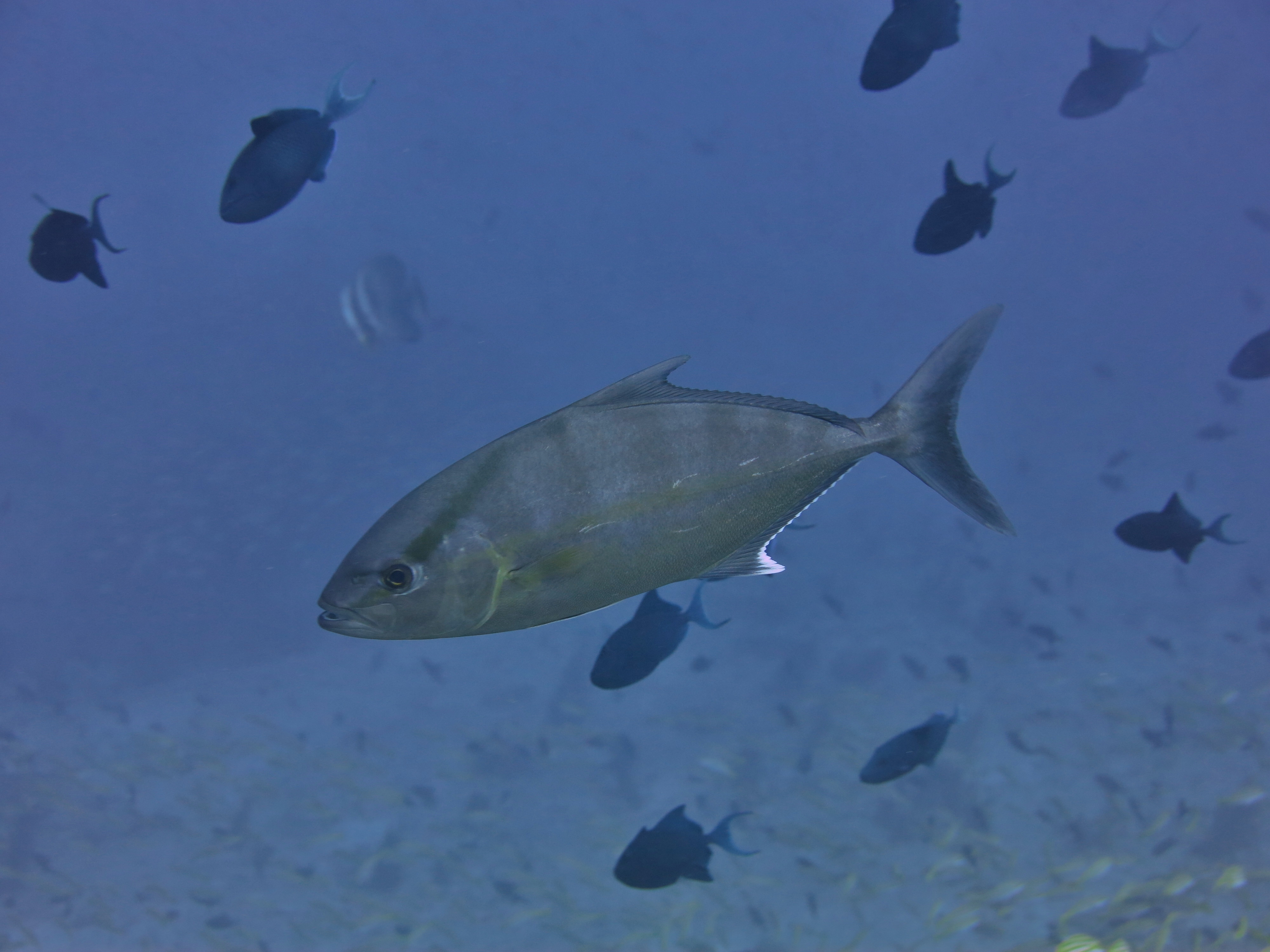
Seriola rivoliana
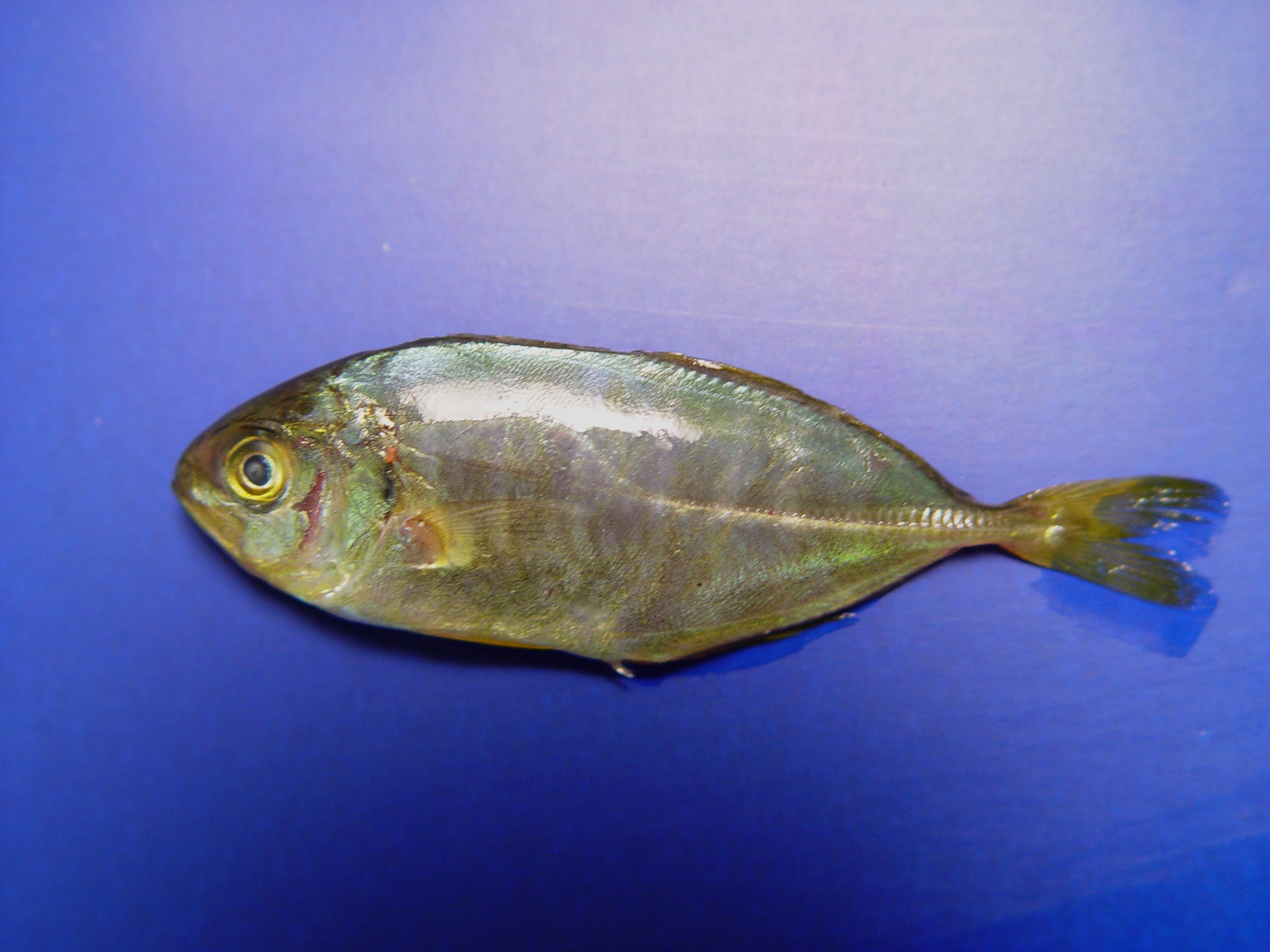
Seriola zonata